# Acanthodactylus bedriagai
Espèce
Statut de conservation UICN

NT : Quasi menacé
Acanthodactylus bedriagai est une espèce de sauriens de la famille des Lacertidae.

## Répartition
Cette espèce se rencontre dans les Hauts Plateaux en Algérie et en Tunisie.

## Étymologie
Cette espèce est nommée en l'honneur de l'herpétologiste russe Jacques von Bedriaga (1854-1906). Quant au nom de ce genre, Acanthodactylus, il vient du grec ακανθα, « épine », et de δακτυλος, « doigt », soit « à doigts épineux » car ils présentent des franges d'épines sur le côté des doigts.

## Publication originale
- Fernand Lataste, « Diagnoses de reptiles nouveaux d’Algérie », Le Naturaliste, vol. 3, no 45,‎ 1881, p. 357-359 (lire en ligne, consulté le 13 juin 2023).